# Aeon (groupe)
Pour les articles homonymes, voir Aeon.
Aeon est un groupe suédois de death metal, originaire de Östersund. Le groupe se compose actuellement de Tommy Dahlström (chant), Sebastian Nilsson (guitare), Tony Östman (basse), et Emil Wiksten (batterie). Le groupe fait paraître son premier album studio, Bleeding the False en 2005 ; et le second album Rise to Dominate en 2007, après avoir signé au label discographique Metal Blade Records. Leur troisième album, Path of Fire, est commercialisé en 2010, et Aeons Black en 2012.

## Biographie

### Débuts (1999–2005)
Aeon est formé dans la petite ville d'Östersund en 1999 au chanteur Tommy Dahlström, les guitaristes Sebastian Nilsson et Morgan Nordbakk, le bassiste Johan Hjelm et le batteur Arttu Malkki du groupe récemment séparé à cette période Defaced Creation, dans le but de se focaliser sur un style moderne de death metal. Une démo est enregistrée composée des musiques Return of Apolluon, Eternal Hate, With Blood they Pay, The Awakening, Bloodlust et Hell Unleashed,.
En 2001, fait paraître l'EP intitulé Dark Order, avec une liste de pistes démos, au label Necropolis Records (en),. Cette année, Nordbakk est remplacé par Daniel Dlimi, qui contribue finalement à l'écriture des musiques. En 2002, après le départ de Malkki, Nils Fjellström rejoint le groupe et travaille sur leur futur album studio, enregistré entre octobre 2003 et février 2004, puis commercialisé en septembre 2005 sous le titre de Bleeding the False au label Unique Leader Records (de).

### Rise to DominateetPath of Fire(2006–2011)
En avril 2006, le groupe part en tournée avec Cannibal Corpse en Europe, puis signe au label Metal Blade Records en juillet. Hjelm quitte Aeon à la mi-2006, mais Max Carlberg le remplace rapidement en septembre,,. Le second album, Rise to Dominate, est enregistré en avril 2007 chez Empire Studio, mixé et finalisé par Dan Swanö aux Unisound Studios, puis commercialisé en septembre 2007,. Fjellström se joint à la tournée Dark Funeral en octobre 2007, puis à Aeon en février 2008,. En 2008, Aeon commence son prochain album. En janvier 2009, le groupe participe à une tournée européenne aux côtés de Hate Eternal, Misery Index et See You Next Tuesday. En septembre, Carlberg quitte le groupe et est remplacé par Victor Brandt de Satyricon,,. Lesm embres commentent le départ de Carlberg : « Partir en tournée avec un groupe de death metal pas si connu signifie souvent endurer de mauvaises conditions, et un mauvais financement. On comprend tout à fait que certains ne puissent endurer ce mode de vie. » Le groupe enregistre par la suite son troisième album studio, Path of Fire, au Empire Studio d'Östersund, en Suède. Nilsson et Dlimi enregistre les parties à la basse, du fait que Brandt n'avait pas assez de temps pour apprendre les chansons. L'album est mixé le mois suivant chez Mana Recording Studios à St, Petersburg, en Floride par Erik Rutan,. En janvier 2010, Brandt quitte le groupe et se voit remplacer par Marcus Edvardsson des groupes Souldrainer et Sanctification.
Path of Fire est publié les 21 et 24 mai 2010 en Europe, puis le 25 mai aux États-Unis au label Metal Blade Records. En juin 2010, Aeon tourne un vidéoclip pour le titre Forgiveness Denied', et Dlimi commente sur le thème de la chanson et de la vidéo : « Il y a eu pas mal de scandales sur des prêtres (en particulier catholiques) qui ont sexuellement abusé des enfants. Dans mon monde, il n'y a rien de plus innocent qu'un enfant, et ceux qui y touchent ne seront jamais pardonnés. À mon avis, ces gens là méritent de crever dans la souffrance la plus atroce qu'il soit. On leur dédicace cette vidéo, à ces sales connards de prêtres qui ont osé abuser sexuellement d'un enfant ; on vous hait, et on veut vous voir crever. »

### Aeons Black(depuis 2012)
En septembre 2010, Fjellström annonce sa séparation temporaire d'Aeon et de Dark Funeral pour des raisons personnelles. Le groupe cherche quelqu'un pour le remplacer,. Malkki se joint au groupe en novembre. Le groupe fait paraître l'album Aeons Black fin 2012. En 2013, le batteur Malkki attend la naissance de jumeaux, et décide de partir temporairement d'Aeon. Sa place est temporairement prise par Emil Wiksten. Cependant, le 28 janvier 2013, Wiksten est définitivement remplacé par Malkki. Plus tard en 2013, le bassiste Marcus Edvardsson quitte le groupe pour se focaliser sur son nouveau groupe Souldrainer. Il est remplacé par Tony Östman. En octobre 2013, Daniel Dlimi quitte le groupe.

## Style musical
La musique d'Aeon est composé par Nilsson et Dlimi ; les paroles sont rédigées par Dahlström. Selon AllMusic, Aeon joue un « death metal hors-du-commun, intense, techniquement profond, et véloce. » Alex Webster de Cannibal Corpse explique que « la sonorité d'Aeon est la meilleure du death metal, mais c'est l'écriture qui les départagent. » Nilsson explique « Tom [Dahlström] a eu des problèmes avec des témoins de Jéhovah où il vivait quand il était petit. Ils lui rendaient beaucoup visite et tentaient de le convertir au christianisme », ce qui explique les paroles anti-chrétiennes du groupe.

## Membres

### Membres actuels
- Tommy Dahlström – chant (depuis 1999)
- Sebastian « Zeb » Nilsson – guitare solo, chœurs (depuis 1999)
- Tony Östman – basse (depuis 2013)
- Emil Wiksten – batterie (depuis 2013)

### Anciens membres
- Morgan Nordbakk – guitare (1999–2001)
- Arttu Malkki – batterie (1999–2002, 2010–2013)
- Johan Hjelm – basse (1999–2006)
- Daniel Dlimi – guitare rythmique (2001–2013)
- Nils Fjellström – batterie (2002–2010)
- Max Carlberg – basse (2006–2009)
- Victor Brandt – basse (2009–2010)
- Marcus Edvardsson – basse (2010–2013)